# Wycinki (województwo mazowieckie)
Wycinki – wieś sołecka w Polsce położona w województwie mazowieckim, w powiecie płońskim, w gminie Sochocin.
W latach 1975–1998 miejscowość należała administracyjnie do województwa ciechanowskiego.
Przez wieś przebiega droga krajowa nr 50. 